# 셀레베스도가머리마카크

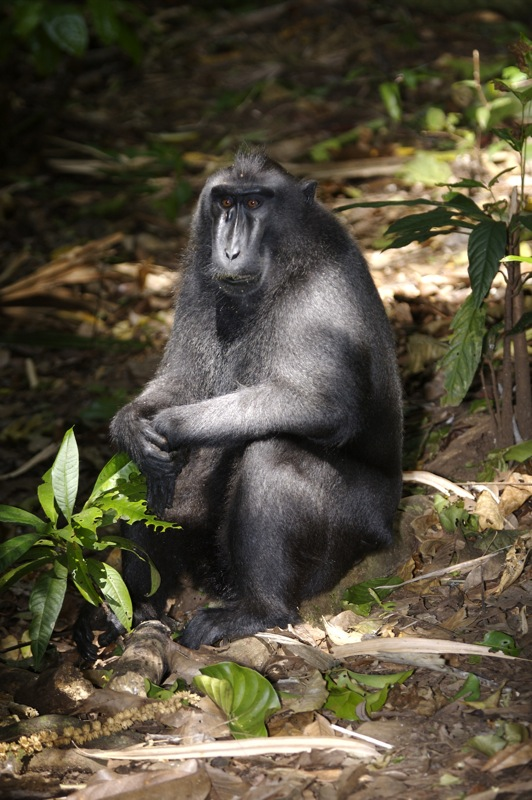

셀레베스도가머리마카크(Macaca nigra)는 인도네시아 술라웨시섬(셀레베스)의 북동부와 인근의 작은 섬들에 사는 마카크의 일종이다. 검은짧은꼬리원숭이 또는 검둥이원숭이, 도가머리검은마카크, 술라웨시도가머리마카크, 검은에이프로도 불리는 구세계원숭이이다.

## 같이 보기
- 바르바리마카크